# Зеленолугский
Зеленолу́гский — посёлок в Мартыновском районе Ростовской области.
Административный центр Зеленолугского сельского поселения.

## История
В 1987 году указом Президиума Верховного Совета РСФСР Посёлку центральной усадьбы винсовхоза «Волгодонской» № 1 присвоено наименование Зеленолугский.

## Население
| 2010 |
| ---- |
| 1486 |

## Улицы
| - ул. Белорусская, - ул. Воронежская, - пер. Канальный, - ул. Мира, | - ул. Молодёжная, - ул. Садовая, - ул. Советская, - ул. Степная, | - пер. Строительный, - ул. Уральская, - ул. Центральный, - ул. Школьная. |